# Grollegrund
Grollegrund är ett naturreservat i Helsingborgs kommun. Grollegrund är ett marint naturreservat och ett unikt område med bland annat skånska hajar. Området är 1 588 hektar och har artrik algflora. Området är även en plats där småfläckig rödhaj och torsk kan reproducera sig. Naturreservaten Domsten-Viken och Kulla Gunnarstorp gränsar till detta naturreservat. Reservatet ligger utanför Domsten.